# Antônio Carlos Gomes
Antônio Carlos Gomes, född 11 juli 1836 i Campinas, död 16 september 1896, var en portugisisk-brasiliansk tonsättare.

## Biografi
Gomes var elev till sin far, musikdirigenten Manuel Gomes, och vid konservatoriet i Rio de Janeiro. Han studerade senare i Italien, där en rad av hans äldsta operor och hans främsta verk, A noite do castelo (1861), Il Guarany (1870), Fosca (1873), Salvator Rosa (1874), Maria Tudor (1879) och Lo schiavo (1889) uppfördes. Operetten Telegrapho electrico skrevs för operan i Rio de Janeiro. Till 400-årsminnet av Amerikas upptäckt skrev Gomes körverket Colombo.